# Banca de Dezvoltare a Consiliului Europei
Banca de Dezvoltare a Consiliului Europei (CEB) este o bancă de dezvoltare multilaterală.
A fost înființată la data de 16 aprilie 1956, cu scopul inițial de a găsi soluții pentru refugiați, iar în timp și-a lărgit scopul și către alte activități.